# Амвросий (Юрасов)
Архимандри́т Амвро́сий (в миру Алекса́ндр Игна́тьевич Юра́сов; 8 сентября (реальная дата рождения) / 10 сентября (по паспорту), 1938, село Огни, Алтайский край — 7 мая 2020, Иваново, Ивановская область) — священнослужитель Русской православной церкви, проповедник и писатель, духовник православного общества «Радонеж». Основатель (1991) и духовный руководитель Введенского женского монастыря в Иванове.

## Биография
Родился 8 сентября / 10 сентября 1938 года в селе Огни (Алтайский край) в многодетной крестьянской религиозной семье. Отец Игнатий погиб на фронте в первые месяцы Великой Отечественной войны (сентябрь 1941 г.); мать Екатерина перед смертью приняла великую схиму с именем Евстолия. Работал на шахте, служил в армии, занимался боксом.
В 1965 году поступил в Московскую духовную семинарию.
8 октября 1968 года был зачислен послушником Троицы-Сергиевой лавры. 6 декабря был пострижен в монашество с наречением имени Амвросий в честь святителя Амвросия Медиоланского. 19 декабря был рукоположен в сан иеродиакона.
21 мая 1969 года в Троице-Сергиевой лавре был рукоположен в сан иеромонаха. Служил в Лавре.
В 1970 году поступил в Московскую духовную академию, которую окончил в 1975 году со степенью кандидата богословия за сочинение «Баптизм в России: история и разбор вероучения».
В 1976 году по благословению своего духовника архимандрита Наума (Байбородина) был переведён в Почаевскую лавру, где был возведён в сан игумена. В 1981 году, когда возникла угроза закрытия Почаевской лавры, ушёл на время в Кавказские горы, близ Сухуми. Затем жил в Бийске, Барнауле, Алма-Ате, Чимкенте, Ташкенте, Джамбае и Джамбуле.
В августе 1983 года епископом Ивановским и Кинешемским Амвросием (Щуровым) был принят в Ивановскую епархию. Первый приход был в отдалённом малонаселённом селе Жарки. В Жарках зародился «Радонеж»: духовные чада из Москвы проводили в Жарках немало времени, они были полны сил и желания послужить Господу и получили благословение на создание в Москве радиостанции и православной гимназии.
В ноябре 1985 года переведён в храм иконы Божией Матери «Знамение» в Красном селе близ Палеха.
В декабре 1986 года переведён в Преображенский собор в Иванове с возведением в сан архимандрита.
21 марта 1989 г. четыре женщины - члены православной общины Лариса Холина (впосл. мон. Антония), Маргарита Пиленкова (впосл. мон. Александра), Валерия Савченко (впосл. мон. София) и Галина Ящуковская объявила голодовку, требуя законной передачи Введенского храма в г. Иваново верующим, т. к. все другие средства были исчерпаны. Голодовка продолжалась 16 дней.
Весной 1990 года храм был возвращен Православной Церкви и о. Амвросий стал назначен настоятелем возвращённого Введенского храма. 27 марта 1991 г. указом Патриарха Алексия II при храме был учрежден Введенский женский монастырь. По признанию о. Амвросия, «среди моих знакомых и чад многие хотели бы спасти свою душу в иноческом чине — создать монастырь, чтобы посвятить жизнь Господу. Когда мы получили монастырь, они приехали, и уже вскоре в храме пел хор. Потихонечку нас стало больше 200 человек». 
С 1979 по 2020 гг.  издал ряд авторских книг.
С 1995 года — редактор монастырских газет «Яко с нами Бог» и «Слово утешения».
С 1996 года — ответственный по Ивановской епархии за духовное окормление подследственных и осуждённых.
С 1997 года — сопредседатель епархиальной комиссии по канонизации святых.
С 1998 года — член правления Всероссийского общества «Духовное возрождение», занимающегося духовным окормлением и трудоустройством заключённых исправительно-трудовых колоний.
В начале 2006 года архимандрит Амвросий был назначен настоятелем строящегося Вознесенского собора в Иванове у ж\д вокзала.
22 декабря 2011 года принят в члены Союза писателей России. Тираж книг отца Амвросия превышает 1 млн экземпляров.
Умер 7 мая 2020 года от двусторонней пневмонии с подозрением на коронавирус.
В 2022 г. издан сборник "Се аз и чада, яже ми даде Бог" (памяти архимандрита Амвросия (Юрасова) - воспоминания светских и духовных лиц, клириков, монашествующих, прихожан, близких и знакомых о. Амвросия.

## Книги
- Яко с нами Бог, 1979 г.
- Исповедь: в помощь кающимся, 1994 г.
- Православие и Протестантизм (сопоставительный богословский анализ), 1994 г.
- Слово утешения (проповеди Почаевского периода), 1994 г.
- Призвание (автобиографическая повесть), 1995 г.
- Во имя Отца и Сына и Святаго Духа (праздничные проповеди), 1995 г.
- Во дни поста (рецепты православной кухни с проповедями архимандрита Амвросия), 1995 г.
- О вере и спасении (вопросы и ответы) Ч.1 и 2 (2000, 2004 гг.)
- Монастырь, 2001 г.
- Господи, благослови (для детей и взрослых), 2003 г.
- Духовным чадам, 2018 г.